# Табанюхов, Олег Михайлович
Оле́г Миха́йлович Табанюхов (бел. Алег Міхайлавіч Табанюхаў; род. 1 марта 1956) — белорусский дипломат. С 2013 по 2019 год — посол Белоруссии в Туркмении.

## Биография
Олег Табанюхов родился в 1956 году в городе Горки, Могилёвской области, Белорусской ССР. По национальности — белорус. Женат, имеет двоих дочерей.
В 1984 году окончил Белорусскую сельскохозяйственную академию по специальности «экономика и организация сельского хозяйства», по профессии — экономист организатор сельскохозяйственного производства.
В 1976 призван в ряды Вооружённых сил СССР, в 1978 уволен в запас.
С 1980 по 1984 год — старший специалист по подготовке и переподготовке кадров управления сельского хозяйства Горецкого районного исполнительного комитета.
С 1984 по 1988 год — инструктор сельскохозяйственного отдела Горецкого городского комитета Коммунистической партии Белоруссии.
С 1988 по 1995 год — директор Горецкого районного комбината бытового обслуживания.
В 1996 году окончил Академию управления при Президенте Республики Беларусь по специальности «Государственное управление», по профессии — менеджер-экономист.
С 1996 по 2000 год — директор ПТФ «Парнас», генеральный директор ЗАО «БелРос» в городе Горки, Могилёвская область.
С 2001 по 2006 год — заместитель председателя, первый заместитель председателя Могилёвского городского исполнительного комитета.
С 2006 по 2007 год — первый заместитель председателя правления Белкоопсоюза.
С 2007 по август 2010 года — заместитель председателя Минского горисполкома.
12 августа 2010 года назначен советником, руководителем отделения посольства Республики Беларусь в Российской Федерации в Санкт-Петербурге.
17 февраля 2011 года за заслуги в развитии государственного управления и международной политики, направленной на укрепление мира и взаимопонимания между народами, Президиумом МВУС (Межправительственный Высший ученый совет) при МУФО (Международный университет фундаментального обучения) Оксфордской образовательной сети Международного Парламента Безопасности и Мира присуждена международная ученая степень Почетного Доктора философии в области международных отношений.
21 февраля 2011 года решением Диссертационного Совета Международного университета фундаментального обучения, Санкт-Петербург, Россия, присуждена ученая степень Доктора философии в области дипломатии и международных отношений.
С сентября 2013 года — чрезвычайный и полномочный посол Республики Беларусь в Туркменистане по 12 сентября 2019 года.
С января 2020 года - заместитель главы администрации Государственного учреждения "Администрация Китайско- Белорусского индустриального парка "Великий камень".